# 谢志光
谢志光（1899年—1967年），男，广东东莞人，中国临床放射学家，曾任岭南大学医学院院长，中华放射学会名誉会长。